# Duslova vila v Berouně
Duslova vila v Berouně je vžité označení pro novorenesanční vilu v Berouně na ulici Politických vězňů 203. Dům si v roce 1890 nechal postavit podle návrhu významného českého architekta 19. století a novorenesance Antonína Wiehla staviteli Jindřichem Jechenthalem a Františkem Hněvkovským podnikatel Martin Dusl. Dům je ve vlastnictví Města Beroun a využívá jej Městská galerie. Od roku 1996 je zapsán v Ústředním seznamu kulturních památek.

## Popis domu
Dům je situován severně od Husova náměstí na ulici Politických vězňů a jihozápadně od mostu přes Berounku. Novorenesanční, jednoposchoďová budova. Průčelí s rizalitem je směrováno na severozápad do ulice Politických vězňů. Ve střední ose průčelí nad vchodem je v prvním patře balkon. Nad okny parteru i prvního patra jsou suprafenestry. Pod střechou je po celém obvodu budovy konzolová římsa. Budova je na jihozápad prodloužena prosklenou lodžií, jejíž střecha tvoří terasu 1. patra s balustrádovým zábradlím. Ze zahrady stoupá ke vchodu do lodžie schodiště. Nároží domu zdobí rustika. Fasáda je bohatě členěna štukovým ostěním, balustrádami, římsami, zrcadly a vázami. Ze zahrady vede do 1. patra vnější schodiště na zadní straně. Zvlášť hodnotná je originální výzdoba interiérů. Kromě prvků navržených při stavbě vily jsou do interiéru včleněny historické plastiky, architektonické prvky a malby: malovaný epitaf rodiny Mosníků z r. 1613 z kostela sv. Jakuba v Berouně, v přízemí u schodiště je osazen pozdně gotický portál se sklípkovou výzdobou z první poloviny 16. stol. (původně v domu čp. 31/I. v Berouně). Stropy jsou zdobeny fabiony a římsami se zrcadly s profilovanými rámy se štukami a malovanou dekorativní výzdobou. Stěny jsou pokryty papírovými tapetami s rostlinnými dekory. Na podlahách jsou položeny parkety s intarziemi. Unikátní jsou troje kachlová kamna. Na schodištích, v přízemí a 1. patře jsou kovaná zábradlí a mříže.

## Autor Duslovy vily

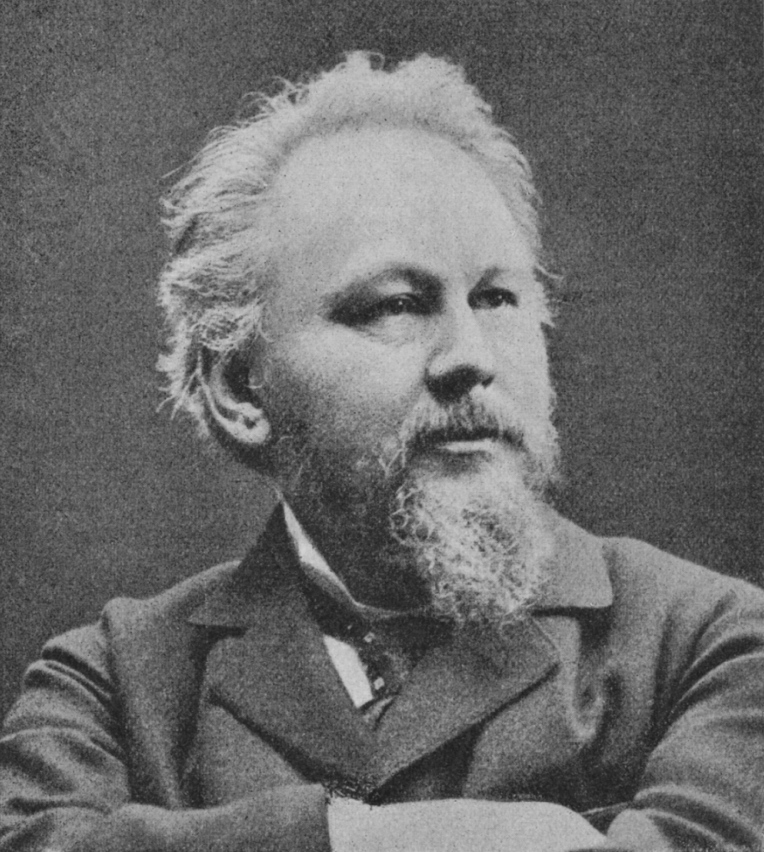
Antonín Wiehl

Antonín Wiehl byl již od sedmdesátých let 19. století uznávaným a žádaným architektem a vůdčí osobností české novorenesance. Ve svých realizacích prosazoval vlastní styl vycházející výrazně z české renesance 16. století. Byl též erudovaným konzervátorem památkové péče, sběratelem a muzejním pracovníkem a tuto zkušenost uplatňoval v detailech fasád i interiérů. Ke každé realizaci přistupoval na základě detailního studia historických staveb, kdy si ke každé stavbě v terénu zpracoval podrobný dokumentační materiál.
Architektonický návrh na Duslovu vilu zpracoval poté, kdy v Praze realizoval již 8 činžovních domů, z veřejných staveb budovu vodárny v Praze na Novotného lávce, arkády na Vyšehradském hřbitově a 2 stavby srovnatelné velikostí s Duslovou vilou: Wiehlův dům ve Slaném pro svého bratra Julia (zde Wiehl navrhoval výtvarné řešení a sgrafita sám) a přístavbu vily pro Josefa Šebestiána Daubka v Brněnci u Svitav.Při těchto realizacích spolupracoval s významnými malíři a sochaři z generace Národního divadla: s malíři (Mikolášem Alšem, Františkem Ženíškem. Velice často spolupracoval se sochařem (Josefem Václavem Myslbekem: na Berounsku v době před realizací Duslovy vily Wiehl (ve spolupráci právě s Myslbekem a s malířem Maxmiliánem Pirnerem) zpracoval návrh novorenesanční hrobky rodiny Daubkovy v Litni (1888). Na Duslově vile je vidět Wiehlova preciznost v detailech výzdoby fasády i interiérů. I když byl propagátorem české renesanční tradice, Duslova vila je navržena ve stylu italské renesance.

## Historie domu

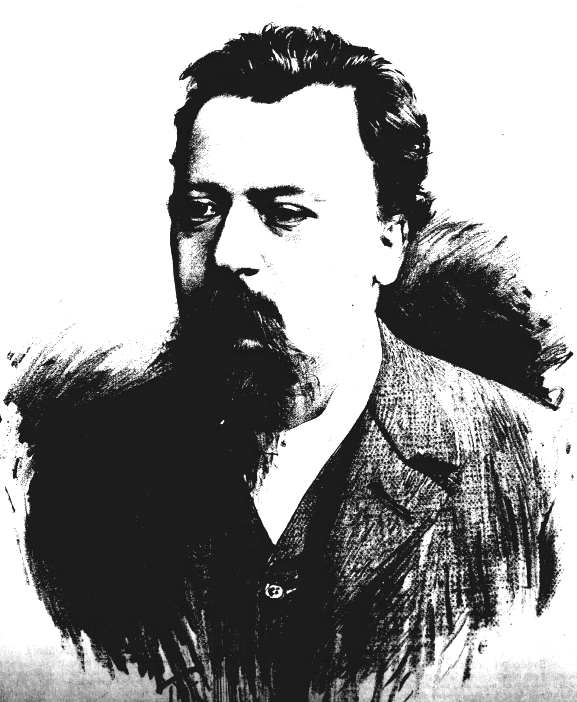
Martin Dusl (portrét od Jana Vilímka, Humoristické listy, 1886)

Otec stavebníka Antonín Dusl, podílník na pile, koupil roce 1852 dům v tehdejší Karlově ulici nad severním okrajem vnitřního města. Jeho nejmladší syn Martin Dusl otcův podnik rozšířil a stal se významným výrobcem parket a dalších výrobků ze dřeva. Byl též významným mecenášem a vášnivým amatérským paleontologem, který spolupracoval s Joachimem Barrandem.
Na konci osmdesátých let se rozhodl postavit novou reprezentativní rezidenci vedle otcova domu. Stavba domu zahájil a dokončil v roce 1890. Od r. 1924 je vila majetkem města Beroun a do r. 1965 zde sídlilo muzeum v Berouně a Okresní archiv v Berouně. Poté zde do r. 2002 byla dislokována knihovna. Sál v prvním patře byl využíván k přednáškám, koncertům a různým kulturním programům. K domu v době jeho stavby náležela i zahrada oddělená od ulice vysokou zdí. Poté, kdy v roce 1924 dům koupilo město, byla zahrada upravena na veřejný park pojmenovaný od roku 1932 podle historika a archiváře Berouna prof. Ferdinanda Pakosty. V sadu je socha „Geniu Bedřicha Smetany“ od berounského rodáka Václava Živce.

## Duslova vila v současnosti
Pro svou architektonickou hodnotu a význam v historii města je Duslova vila od roku 1996 zapsána v Ústředním seznamu kulturních památek.a patří k významným stavebním památkám Středočeského kraje. Dům je v současnosti ve vlastnictví města Beroun, které financovalo jeho opravu v letech 2002–2005 Sdružení atika restaurovalo štukovou výzdobu fasády. Ve dvou etapách byly restaurovány interiéry. V roce 2003 byla dokončena II. etapa restaurování nástěnných maleb a papírových tapet, (restaurátor D. Frank), dále zábradlí, mříže, parapetní a střešní zahrádky (restaurátor J. Kučera), parkety v místnostech č. 208 a 209, 1890 (restaurátor J. Fiala), rekonstrukce nástěnných maleb ostatních místností restaurátor F. Ondráček). Po dokončení generální opravy slouží potřebám Městské galerie v Berouně.

## Galerie Duslova vila v Berouně

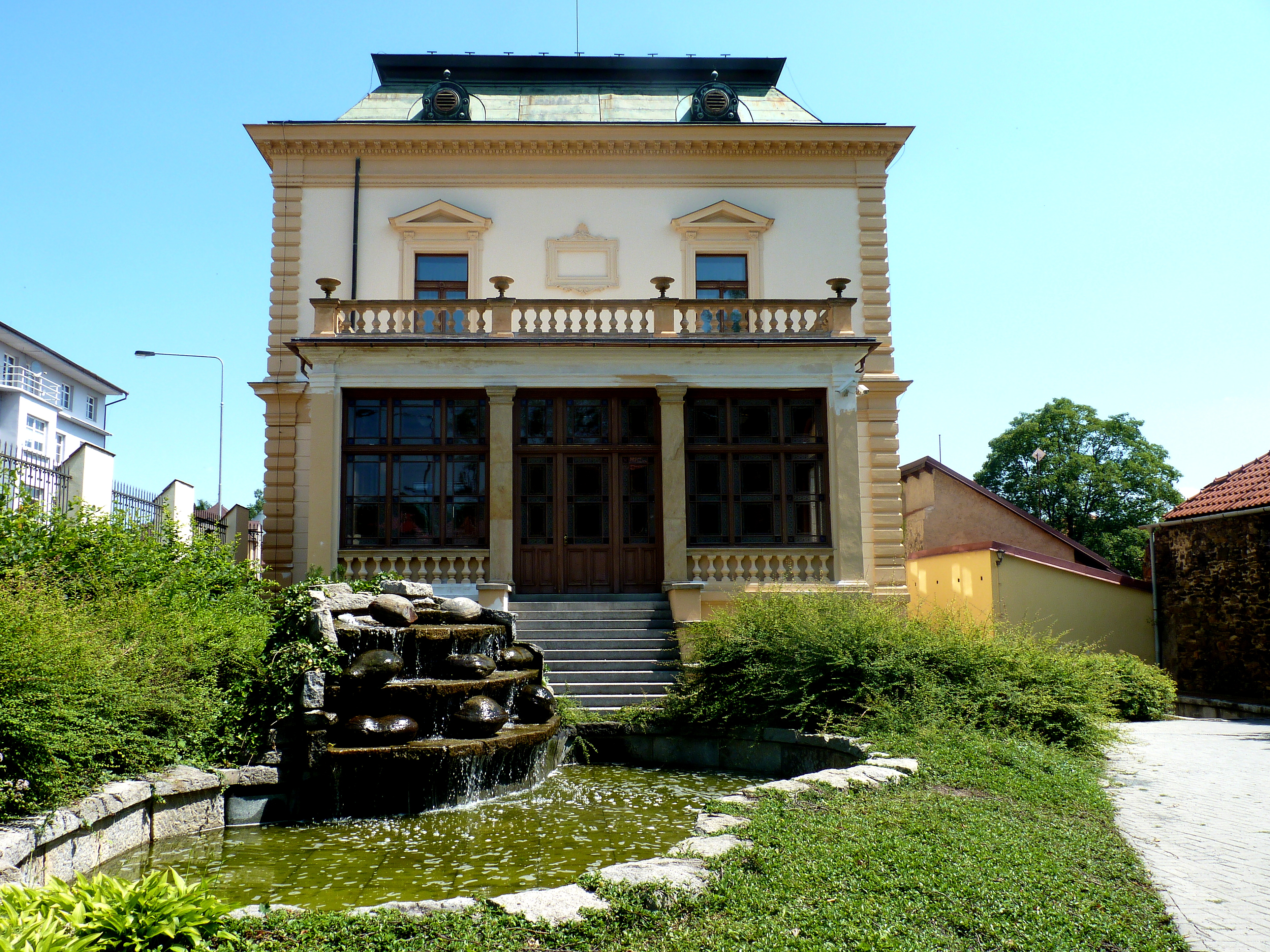
Duslova vila – detail lodžie z parku
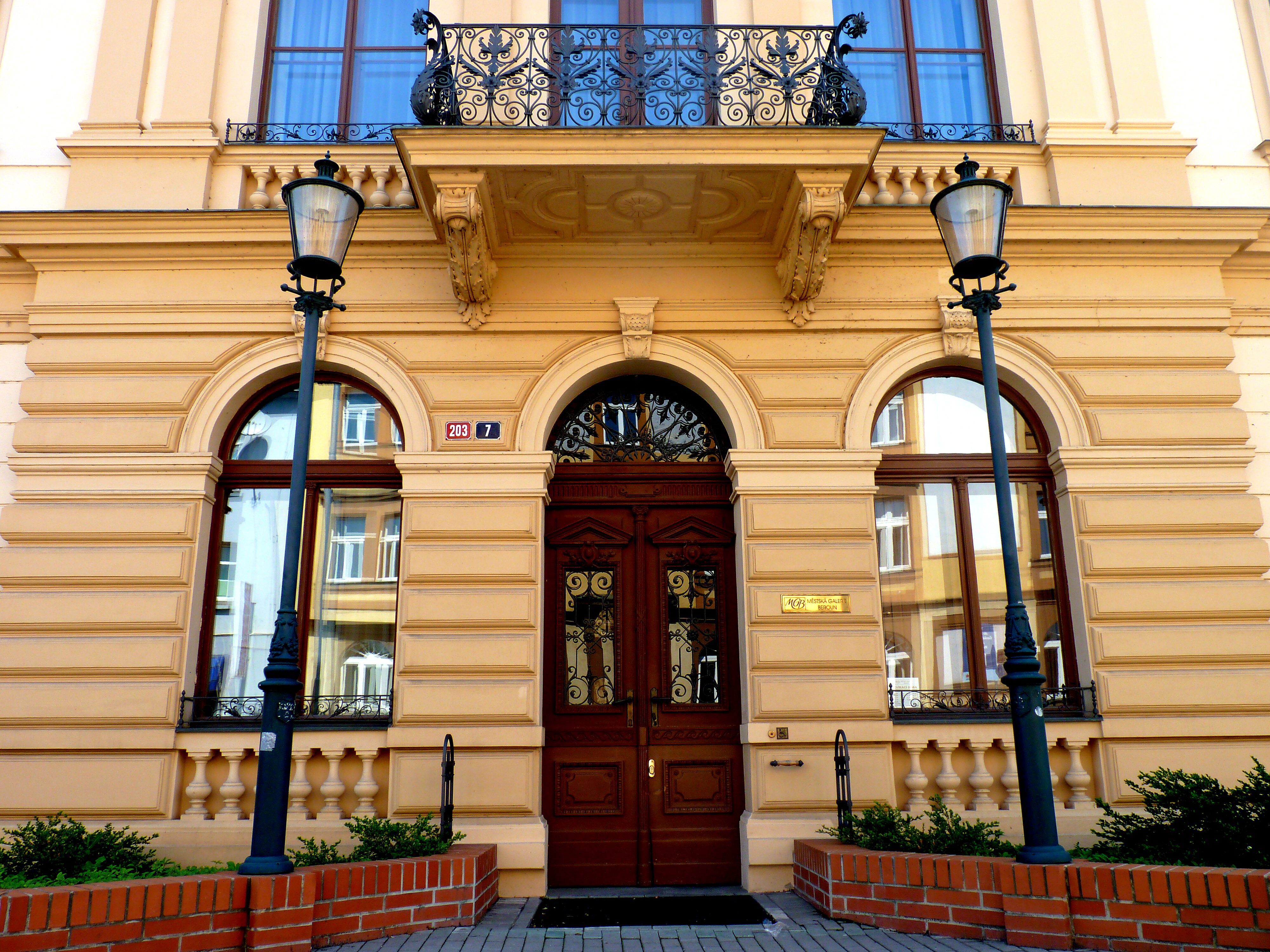
Duslova vila – detail vchodu
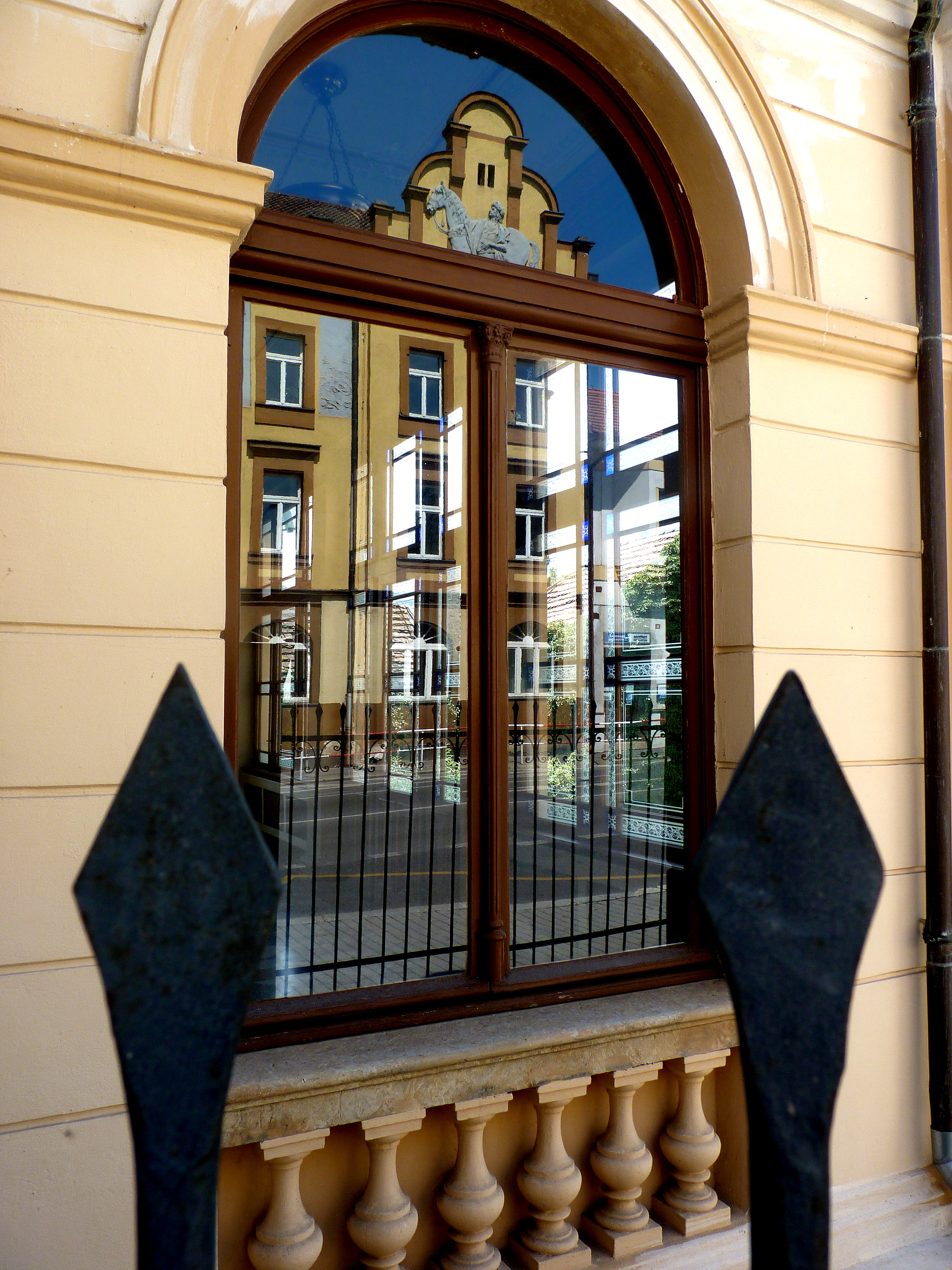
Duslova vila – detail okna
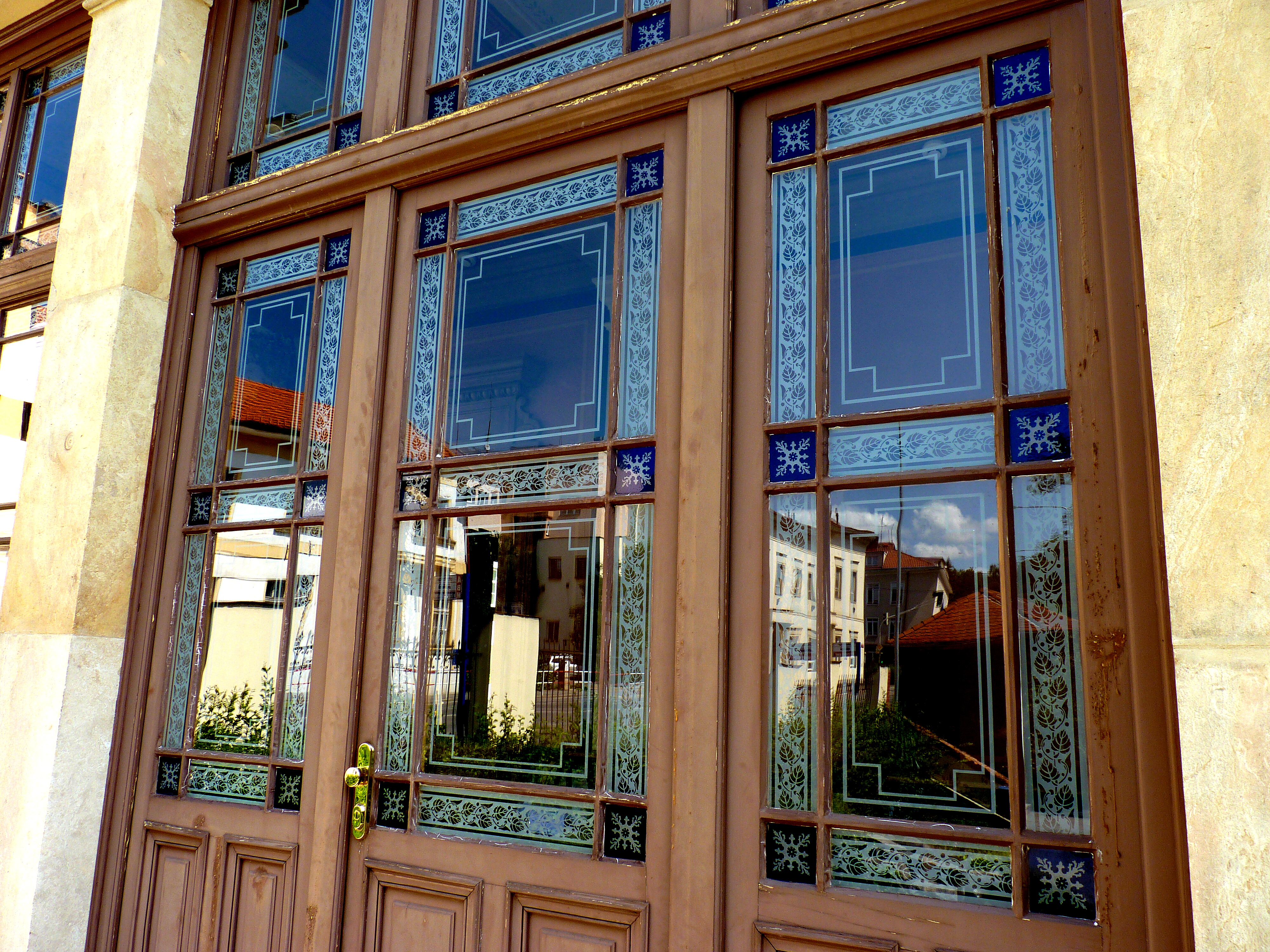
Duslova vila – detail vchodových dveří
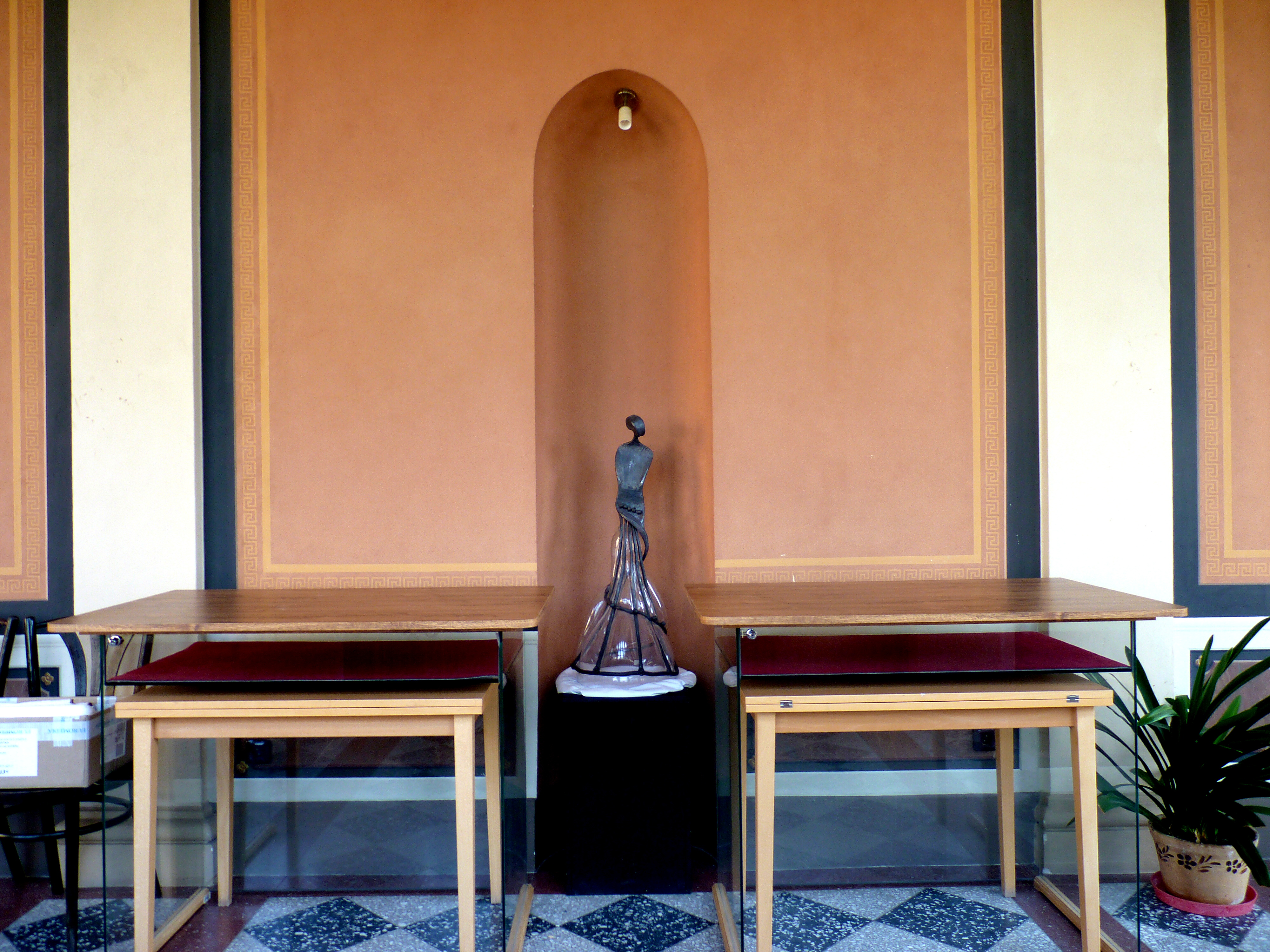
Duslova vila – detail interiéru vchodových dveří
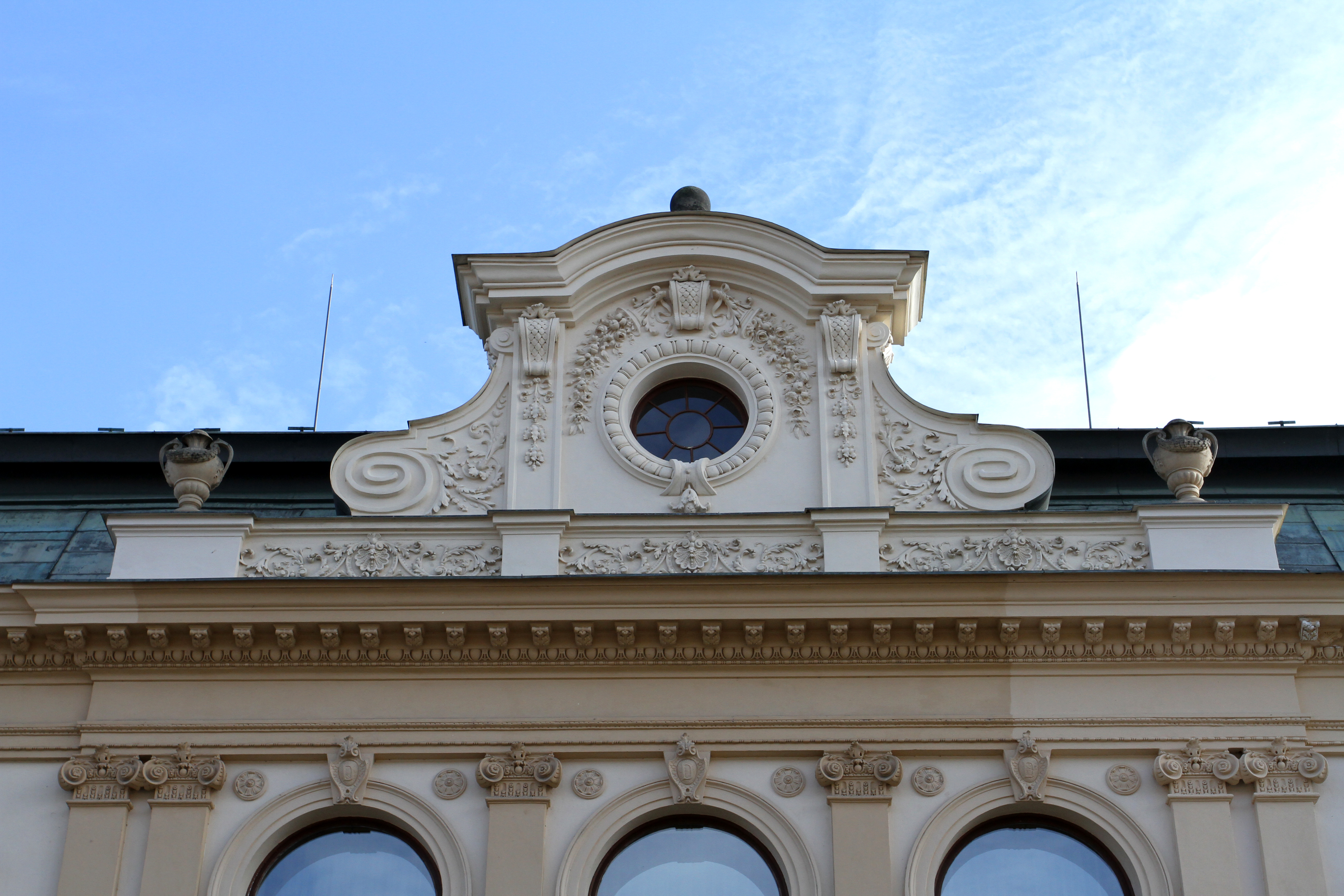
Duslova vila – detail mansardové střechy
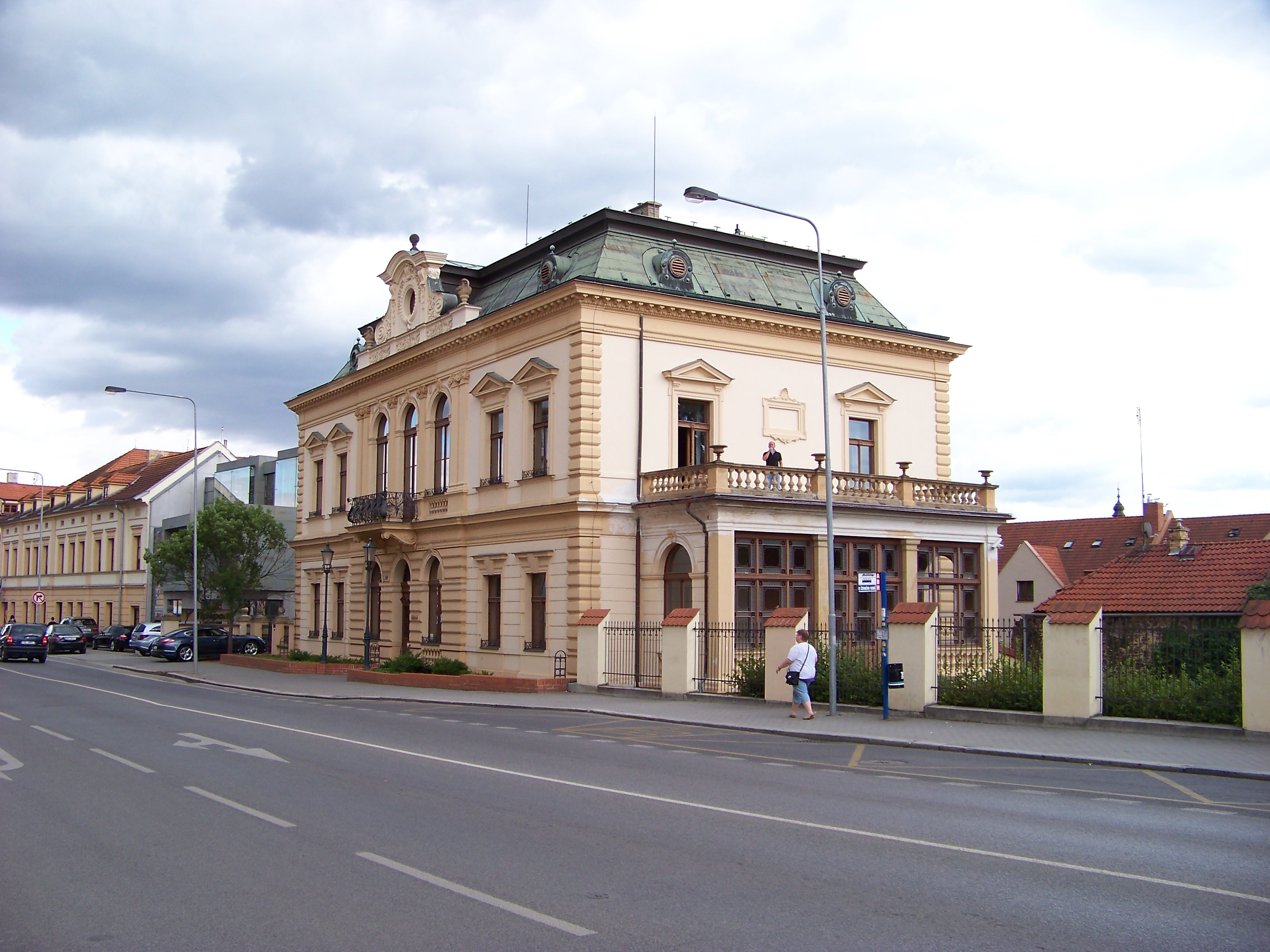
Duslova vila – pohled na jihovýchod
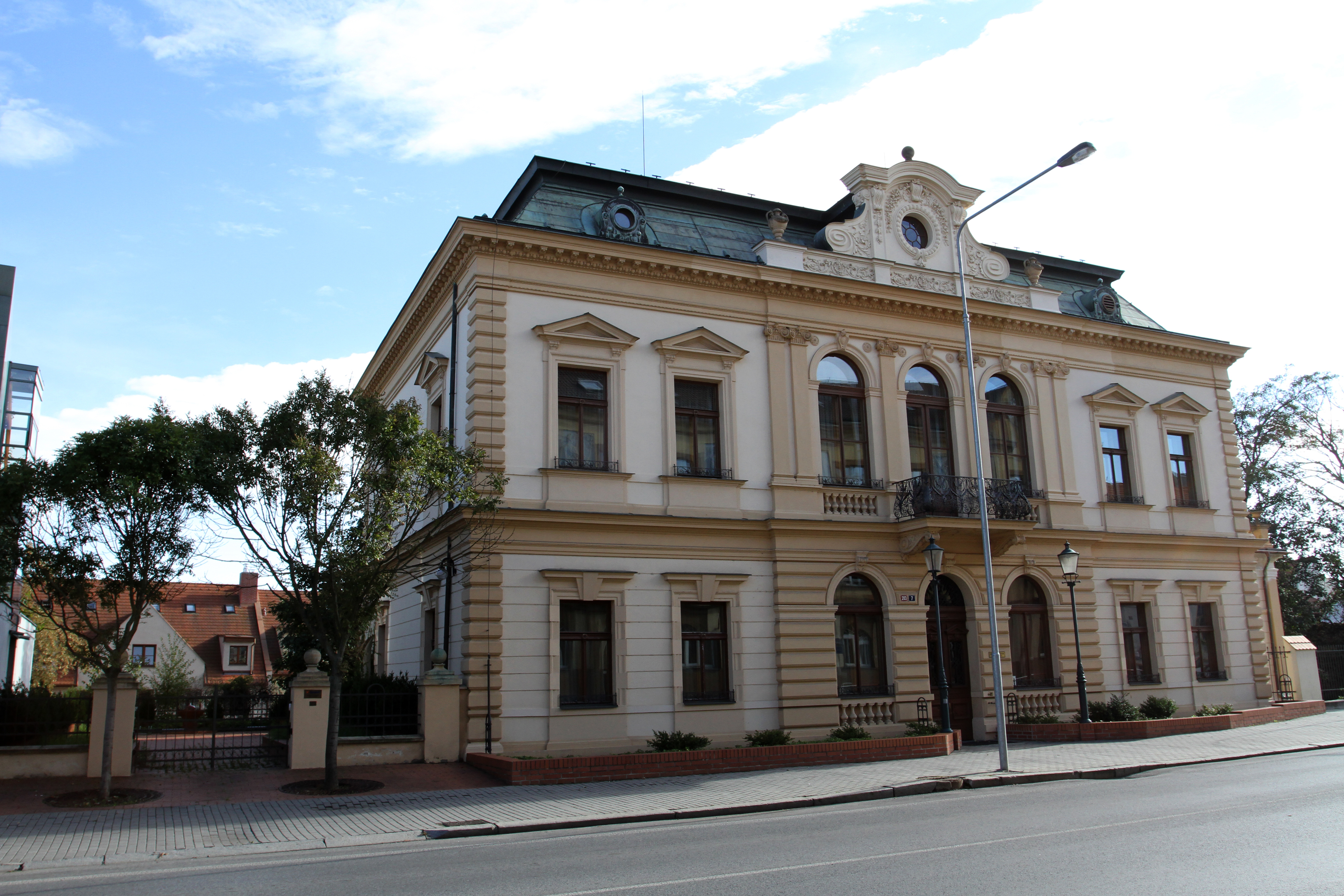
Duslova vila – pohled na jihozápad
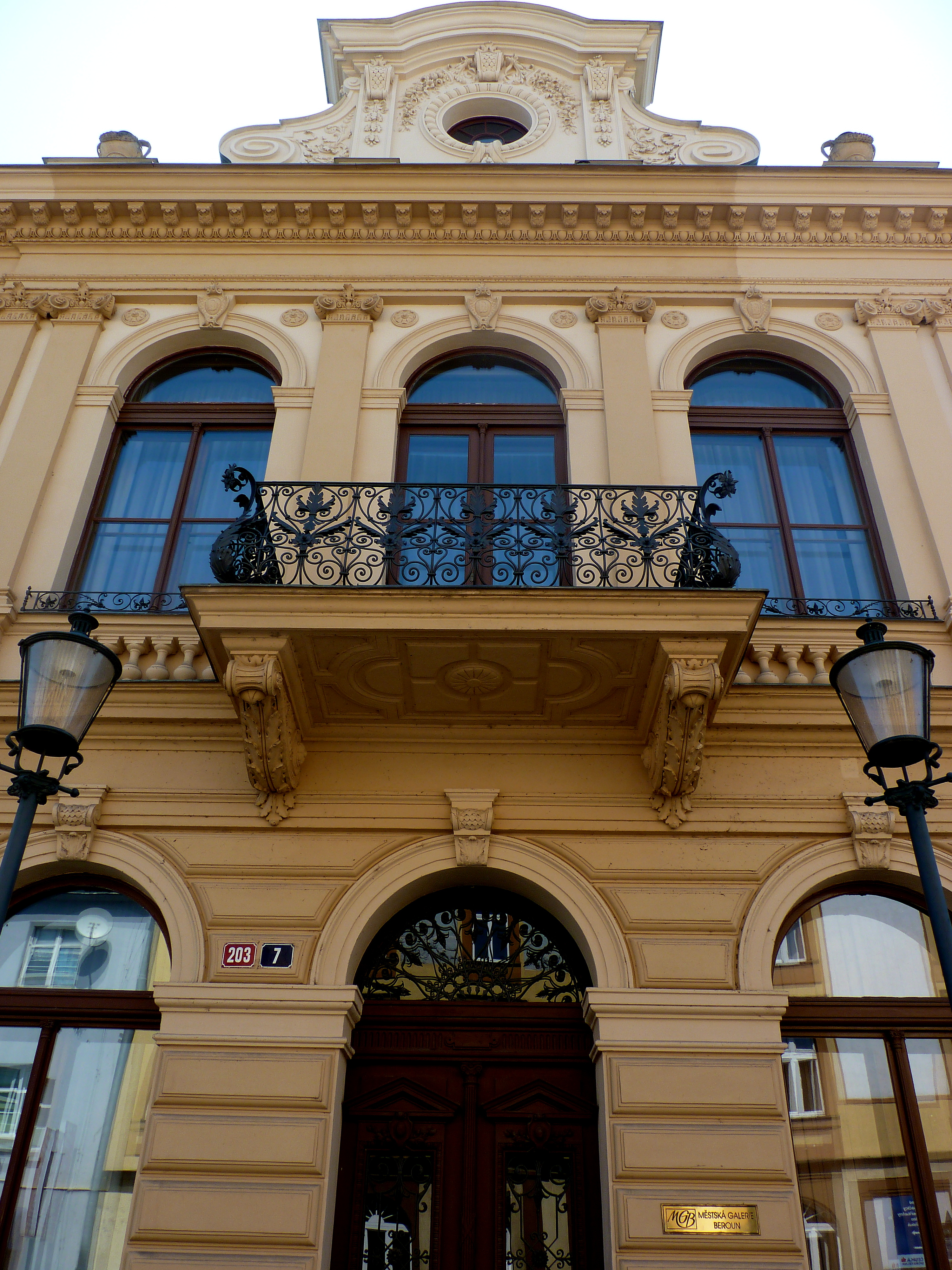
Duslova vila – detail balkonu
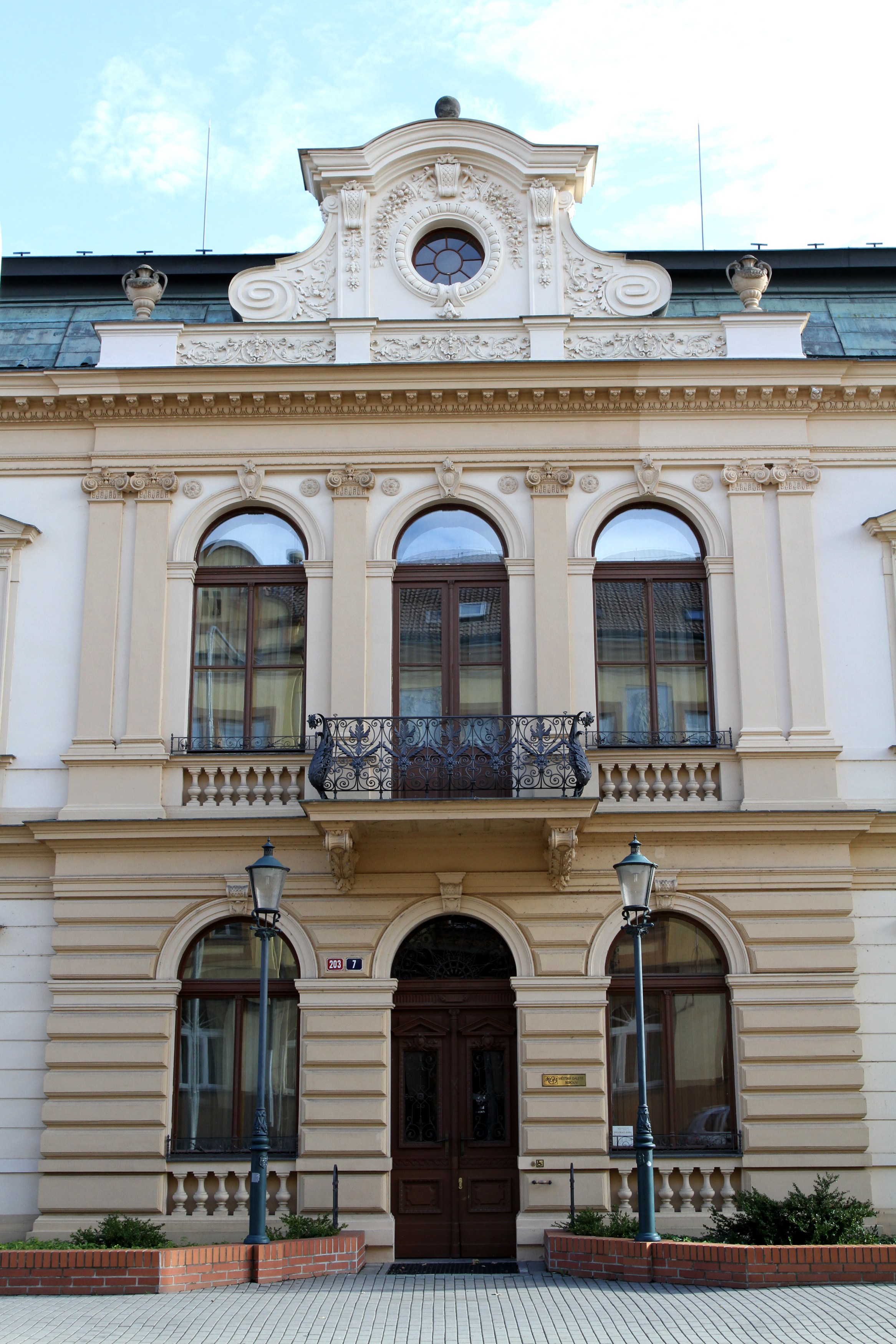
Duslova vila – detail průčelí
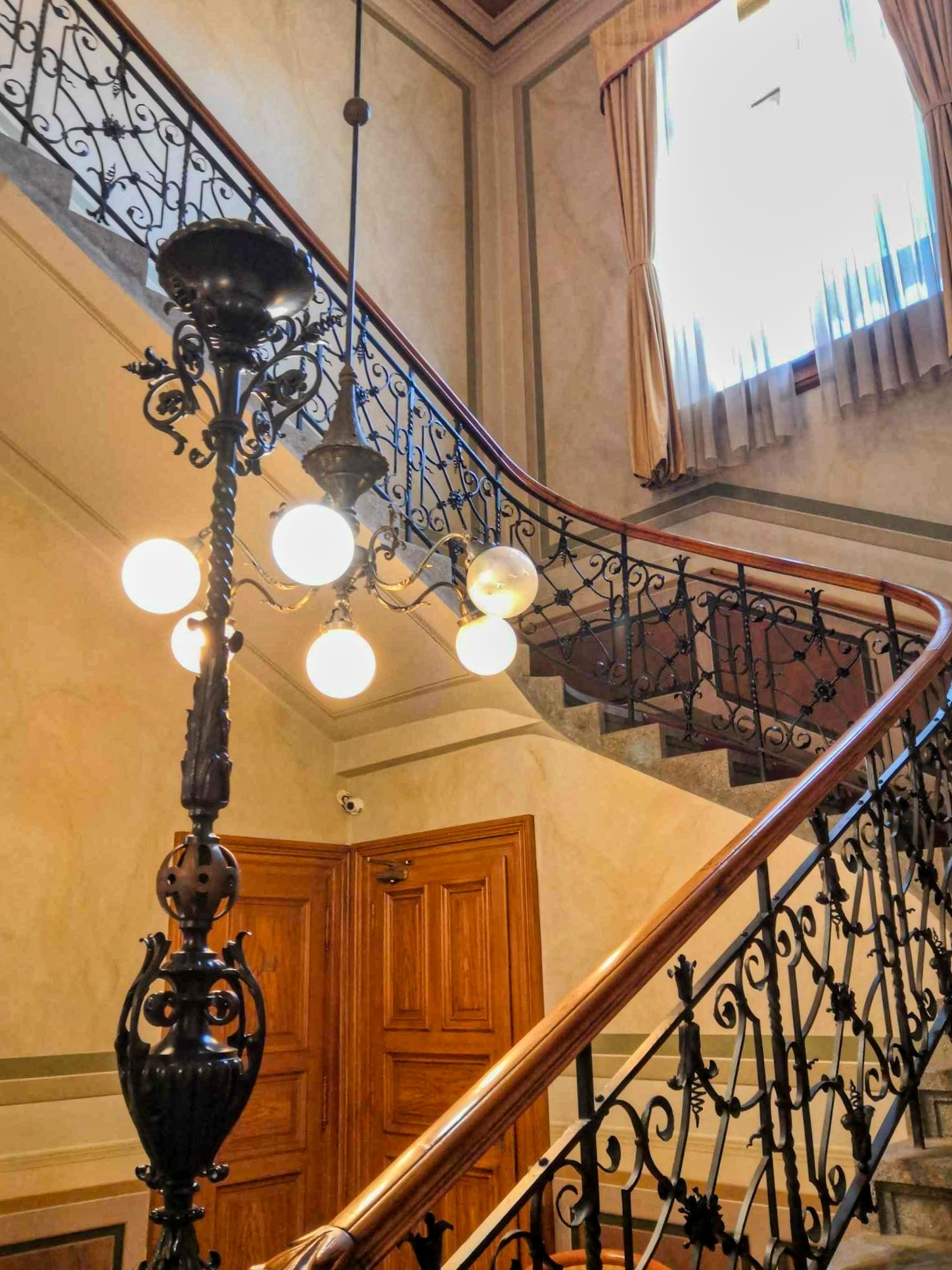
Interiér Duslovy vily - schodiště
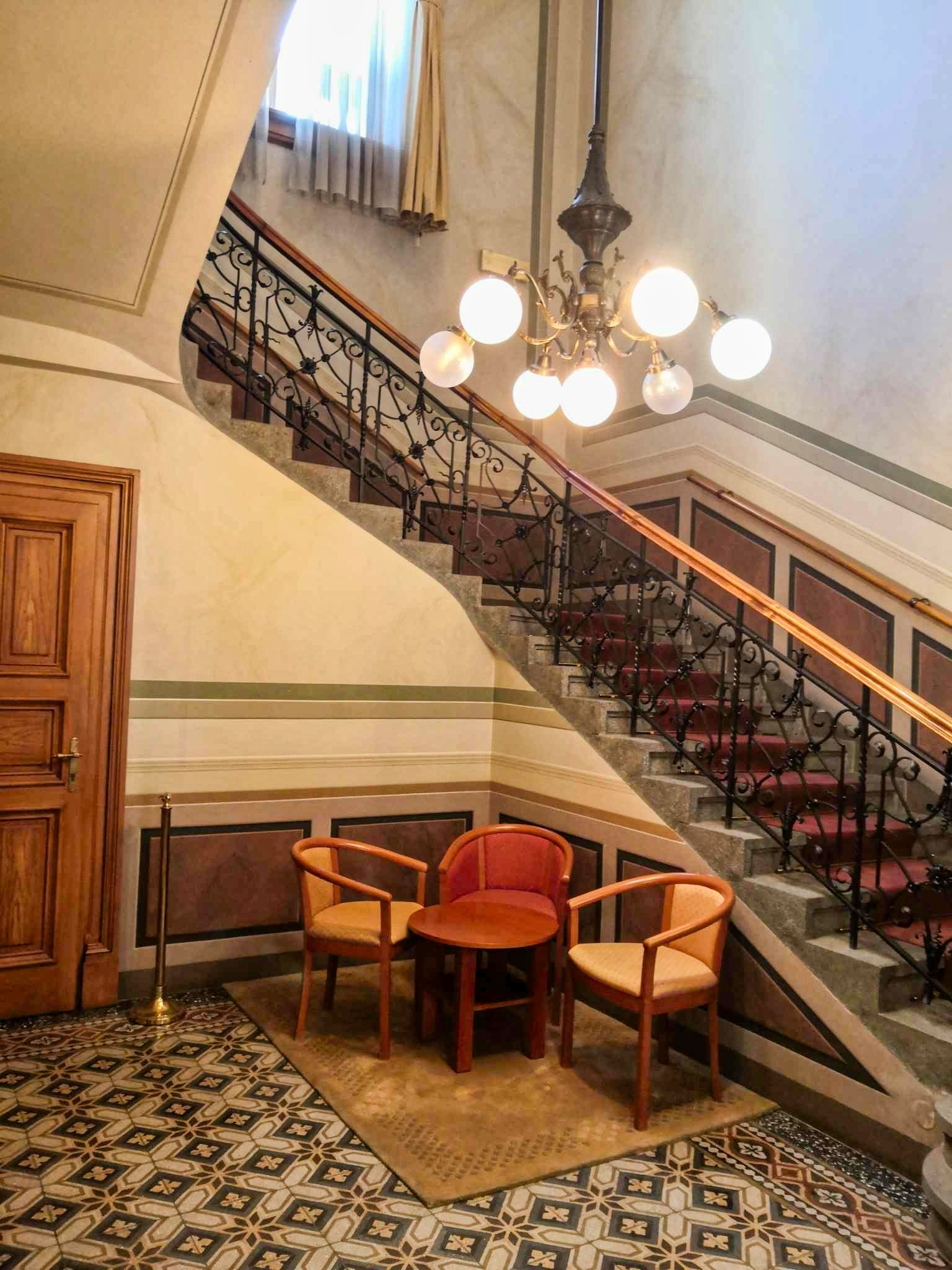
Interiér Duslovy vily - pod schodištěm